# Retablo maggiore di Santa Maria del Regno
(Georgiana Goddard King, Sardinian Painting, 1923)
Il Retablo Maggiore di Santa Maria del Regno è una pala d'altare cinquecentesca realizzata da Martin Tornèr,  e  dal pittore Giovanni Muru  appartenente alla scuola del Maestro di Castelsardo.

## Descrizione
Il retablo rappresenta la scena della messa di san Gregorio, come la maggioranza dei tabernacoli o comunque dei pannelli centrali dei polittici sardi di ispirazione o fattura iberica del XV e XVI secolo.
La diffusione di questa soluzione iconografica era dunque pressoché universale nel mondo artistico sardo-catalano del tempo.